# Plac Józefa Weyssenhoffa w Bydgoszczy
Plac Weyssenhoffa – plac położony w Śródmieściu Bydgoszczy.

## Położenie
Plac Weyssenhoffa znajduje się u zbiegu ulic: al. Mickiewicza, al. Ossolińskich i ul. Powstańców Wielkopolskich.

## Nazwy
- 1906–1920 – Büllow Platz
- 1920–1933 – Plac Zacisze
- 1933–1939 – Plac Józefa Weyssenhoffa
- 1939–1945 – Johann Fichte Platz
- od 1945 – Plac Józefa Weyssenhoffa

Patronem placu jest Józef Weyssenhoff – pisarz i krytyk literacki, związany z Bydgoszczą, w latach 1924–1928 mieszkający w kamienicy Plac Weyssenhoffa 1. W 1960 r. na murze kamienicy umieszczono tablicę pamiątkową ku czci pisarza według projektu artysty plastyka Bronisława Z. Nowickiego.

## Historia
Plac założono w 1903 r. w ramach zabudowy urbanistycznej terenu zwanego Hempelscher Felde. W latach 1903–1908 przy al. Ossolińskich powstał kompleks zabudowań Instytutu Rolniczego im. cesarza Wilhelma (niem. Kaiser-Wilhelm-Insitut für Landwirtschaft). Główny budynek tego kompleksu powstał u zbiegu alei: Mickiewicza i Ossolińskich. Przed budynkiem głównym zakładu utworzono trójkątny plac z promieniście rozchodzącymi się dwujezdniowymi alejami: 
- aleją Adama Mickiewicza (niem. Bülowstrasse) w kierunku północno-zachodnim,
- aleją Ossolińskich (niem. Hohenzollernstrasse) w kierunku południowo-wschodnim.

W tym samym czasie do placu dociągnięto również wytyczoną od wschodu ul. Powstańców Wielkopolskich i Niemcewicza (niem. Lessingstrasse). 
Plac miał formę obszernego skrzyżowania, z trójkątnym zieleńcem pośrodku
Zieleniec posiadał powierzchnię 0,26 ha i był oddzielony krawężnikami od jezdni. Pośrodku wykonano kwietniki, zasadzono krzewy i trzy drzewa. W 1926 r. zmieniono kompozycję roślin oraz nasadzono drzewa iglaste i liściaste. 
W latach 1905–1911 powstała północna pierzeja placu złożona z pięciu pięciokondygnacyjnych kamienic zbudowanych w stylu secesji i historyzmu malowniczego.
Obecnie Plac Weyssenhoffa stanowi nietypowe skrzyżowanie dróg równorzędnych, oznaczone znakami A-5 .

## Ważniejsze obiekty
| Obiekt                          | Lata budowy | Styl arch. | Nr rej. zab. | Uwagi | Zdjęcie |
| Kamienica pl. Weyssenhoffa 1    | 1905–1906   | secesja    |              | Kamienica wzniesiona według projektu architekta Rudolfa Kerna; w l. 2018-2019 przeprowadzono remont elewacji                                   |         |
| Kamienica pl. Weyssenhoffa 3    | 1905–1907   | secesja    |              | Kamienica wzniesiona według projektu architekta Ericha Lindenburgera.                                                                          |         |
| Kamienica pl. Weyssenhoffa 5    | 1908–1909   | secesja    |              | Kamienica wzniesiona według projektu architekta Paula Böhma.                                                                                   |         |
| Kamienica pl. Weyssenhoffa 7    | 1909–1910   | secesja    |              | |         |
| Kamienica pl. Weyssenhoffa 9    | 1910–1911   | secesja    | A/1522       | Kamienica wzniesiona według projektu architekta Georga Baeslera. Na przełomie 2015 i 2016 poddana remontowi.                                   |         |
| Budynek UKW pl. Weyssenhoffa 11 | 1903–1906   | Historyzm  | A/709        | Budynek dawnych Instytutów Rolniczych, mieszczący niektóre jednostki Wydziału Matematyki, Fizyki i Techniki Uniwersytetu Kazimierza Wielkiego. |         |